# Microscalabotes bivittis
Microscalabotes bivittis är en ödleart som beskrevs av  Peters 1883. Microscalabotes bivittis ingår i släktet Microscalabotes och familjen geckoödlor. IUCN kategoriserar arten globalt som sårbar. Inga underarter finns listade i Catalogue of Life.